# WWE Saturday Morning Slam
WWE Saturday Morning Slam war eine Wrestling-Show des Marktführers WWE, die zwischen 2012 und 2013 ausgestrahlt wurde. Die Erstausstrahlung war am 25. August 2012 auf dem US-amerikanischen Sender The CW. Am 11. Mai 2013 wurde die letzte Episode ausgestrahlt. Es war ursprünglich eine zweite Staffel geplant, dies wurde aber später gestrichen.
Die Fernsehsendung wurde im The CW Vortexx-Programmblock jeden Sonntagmorgen ausgestrahlt. Während alle WWE-Shows die US-amerikanische Altersfreigabe TV-PG besitzen (Es wird empfohlen, dass ein Erwachsener das Kind begleitet), besitzt WWE Saturday Morning Slam die Altersfreigabe TV-G (keine Altersbeschränkung). Dies führte dazu, dass die Wrestling-Akteure keine Aktionen ausführen durften, die gegen den Kopf, Hals und Genick zielen.